# ロイヤルブラッドII 〜ディナール王国年代記〜
『ロイヤルブラッドII〜ディナール王国年代記〜』（-おうこくねんだいき）は、1999年にコーエー（現・コーエーテクモゲームス）から発売されたWindows用シミュレーションゲーム。後に「コーエー定番シリーズ」で廉価版も発売されているが、Windows XP以降OSの公式動作保証はされていない。
同社が提唱するゲームジャンル「イマジネーションゲーム」の第2作として発売された。タイトルに「2」が付いているものの、前作の『ロイヤルブラッド』とはストーリー面でもゲームシステム面でも関連性は一切ない。

## 内容

### 概要
箱庭内政や部隊編成、移動ユニットなどのシステムは前年に発売された『チンギスハーン・蒼き狼と白き牝鹿IV』に近いが、光の勢力と闇の勢力の争いを主軸にしたストーリーやシステムをはじめ、内政のかたわら洞窟などの探索を行うことができたり、4つの施設を巫女の力で大型施設と呼ばれる、より効率的な施設に作り変えることができたりするなどのオリジナルの面もある。またプレイヤーは光側だけではなく闇側の立場でもプレイすることができる。

### ゲームの目的
- 闇の勢力：期限内に光の国の元首を全員幽閉し、邪神を復活させる。
- 光の勢力：期限内に光の国の元首を救出し、邪神の復活を阻止する。

### シナリオと両勢力の特徴
プレイできるシナリオは二つある。
- シナリオ1：闇の狂雲（ディナール暦2361年スタート）
- シナリオ2：蘇る光（ディナール暦2373年スタート）

シナリオ1は闇勢力であるグリムザク帝国のみのプレイとなり、シナリオ2は光勢力の五つの国からひとつを選んでプレイする。

#### 闇勢力
- はじめからモンスター兵を徴兵できる。また、都市の魔力を消費してモンスター兵を召喚することも可能。
- 4魔王を部下にすることができる。4魔王はステータスが高いうえ、軍事・内政ともに一般の騎士と同様に扱うことができる。
- 捕虜を洗脳することができる。洗脳された捕虜はそのまま自国の騎士となるため、捕虜の登用が非常に易しい。なお、洗脳された騎士はグラフィックが少しおどろおどろしいものに変わる。
- 最強の武器が光の属性を持つため、一般の騎士たちの装備する武器は光勢力のそれよりやや劣る。

#### 光勢力
- ダンジョンを探索すると非常に強力な武器が手に入ることがある。
- 光勢力の元首を救出するとゲームオーバーまでの制限時間が延長される。また、救出した元首の所属する国が滅亡していなければ、元首の帰還とともにその国はプレイヤーの国に服属する。
- ドラゴンを仲間にすることができる。ドラゴンは戦闘にしか使えない（しかも、ユニットを統率する第一部隊にすることができない）ものの、部隊編成費用がかからない上、レベルアップすれば強力な魔法や特技が使えるようになる。
- 初期の段階ではモンスター兵を徴兵できない。しかも、徴兵できるモンスターに制限がある。
- 捕虜は元首が面会して仲間になるよう説得することになる。そのため、捕虜の登用に時間がかかる上、途中で脱走されることもある。また、洗脳されている騎士を捕虜にすると必ず最初はその洗脳を解かねばならないため、はじめの一ターンでは決して仲間にならない。

### 内政
内政はいわゆる箱庭内政タイプである。各施設からは毎月金収入や新たな兵士の徴兵が行われる。また、酒場がないと新たな騎士の登用ができないなど、内政コマンドを実行する上で必要な施設もある。施設の建設には100～200の金銭と数ターンの期間が必要となる。施設建設予定地が平地でなければ、より多くの建設期間が必要となる。また、道路に面した土地に建設する場合には、数ターン短縮される。
通常建設できる施設は小型施設と呼ばれるが、その都市に巫女がいれば、施設変換を行い、より効率的な大型施設を作ることができる。ただし、もとの小型施設の能力が失われることもある(例を挙げると、兵舎、大学、教会、ギルドを施設変換すると士官学校という大型施設となる。この施設はその都市に所属する騎士の経験値を毎ターン増加させるが、もとの小型施設の効果である各兵数の増加の効果は消滅する)。大型施設を作るには特定の小型施設を四つスクエア上に作ったうえで、酒場で得られる情報を利用しなければならない。また、ランダムで特別な施設ができることもある。注意点としては施設変換の成功率は巫女の魔力に左右されることや敵勢力・徘徊モンスターの襲撃によっていっぺんに破壊されることがあること、作成時に都市の魔力を消費することが挙げられる。

#### 物資と魔力
コーエーのゲームとしては珍しく食料の売買ができない。そのため、大量の食料を売却して資金をまかなったり、その逆を行えない。また、軍事ユニットを編成するときにも食糧と金が必要となる。特に序盤戦は資金不足に悩まされやすく、このゲームの難易度を高めている。
このため、金や食糧が重要であることは他のゲームと変わらないが、それと同じぐらい重要なのは都市に蓄積された魔力である。魔力は小型施設を大型施設に転換するときだけでなく、後述するように都市の攻防にも必要なため、魔力の枯渇は深刻な防衛上の障害にもなる。魔力はその都市に巫女がいれば毎月蓄積される(城の外にユニットとして出ていると蓄積されない)。蓄積のペースは巫女の数に比例し、大神官の能力によってさらに一人当たりの蓄積量が上下する。
また、騎士の移動はコマンド一発で終了するのに対し、金・食糧の輸送はユニットを作成して何ターンもかけて運ばなければならない。ところが、兵士の移動は神殿魔法により瞬間移動が可能となっており、ゲームバランス的に首をひねる仕様となっている。

### 戦闘
戦闘は戦闘ユニット同士が隣接し、攻撃を行うと戦闘が開始される。攻撃側と防御側の配置は決まっており、この点でも『チンギスハーン・蒼き狼と白き牝鹿IV』を踏襲している。攻撃対象は敵国の部隊だけでなく、時折自然発生的に現れる徘徊モンスターとよばれるどこの国にも所属せず無目的に都市施設を破壊する小型モンスター部隊も攻撃対象となる。なお、この徘徊モンスターは捕獲することができ、光勢力の国ではモンスターを捕獲した場合、捕獲した部隊が所属する都市でモンスター兵を徴兵できるようになる。
勝敗は敵の戦闘ユニットを統率する第一部隊を壊滅させた側の勝利となる。部隊を壊滅させるには原則として、直属の兵士を全滅させるだけでなく、部隊を率いる騎士のHPもゼロにしなければならない。ただし、大型モンスターと呼ばれるドラゴン・サイクロプス・グリフォン・邪神はHPしかないためそれをゼロにするだけでよく、小型モンスターと呼ばれるゴブリンやリザードマンなどは部隊を率いる騎士がいないため、兵士を全滅させるだけでよい。
また、都市の攻防戦では都市の中心となる神殿を破壊されると守備側の敗北となる。ただし、「甦る光」のシナリオでは、グリムザクの首都のみ攻城戦マップで神殿を攻撃できなくなっている。光側の最終決戦では、イル・ヴァンダ戦、アルトゥーリア戦、デルニソス戦、いずれも第一部隊を撃破しなければならない。(なお、アルトゥーリア戦以降は、都市に全く兵士がいなくとも、全て兵士数MAXで敵部隊が出現する)
本作では火計などの計略系のコマンドがなく、かわりに魔法やスキルによる特殊攻撃を行うことができる。特に障害物を越えて攻撃できる攻撃魔法や減少した兵士数を回復させる回復魔法は戦局を大きく左右する。モンスター部隊の場合、大型モンスターはスキルによる攻撃が可能だが、小型モンスターはスキルが使えない。

#### 神殿魔法
都市攻防戦に突入した場合、守備側は神殿魔法とよばれる極めて強力な魔法を放つことができる。これは都市の中心にある神殿に隣接するユニットが神殿に祈りをささげることで神殿の魔力をチャージし、準備が完了すると広範囲の敵に大打撃を与える魔法で、防衛側がかなり不利でもこれで一気に逆転に持ち込める。神殿魔法のチャージのペースや威力は騎士の魔力や属性によって左右される。また、神殿魔法の準備・発動にはかなりの行動力が必要となるため魔力は高いが行動力の低い魔道士系・巫女系では準備のための祈りすらできないこともある点（当然モンスター部隊は祈りができない）や、一発放つだけでも大量の都市魔力を消耗することも注意しなければならない。
なお、神殿魔法は内政時にも使用できる。こちらは敵国の都市を攻撃するもので、成功すると都市の防御力を下げ、その都市に所属する施設を破壊し、所属都市の軍事ユニットにもダメージを与える。逆に攻撃された場合にはバリアを張って防ぐことができるが、攻撃してきた都市の防御力がこちらよりも上だといくらか被害を受けてしまう。また、属性の相性によっては都市の防御力がかなり高くないと完全に防御できない。戦略場面での神殿魔法、およびそれを防ぐためのバリアを張るのにも都市の蓄積魔力を必要とする。

### 人事
以下の3役職を設定可能である。各都市の領主に関しては任命も出来るが、任命しない場合はレベルが高い騎士が自動的に就任する。
- 摂政：知力が高いほど、各都市の収穫量が増加する。
- 騎士団長：攻撃力が高いほど、徴兵数が増加する。
- 大神官：魔力が高いほど、各神殿の蓄積魔法力が増加する。

### 探索
このゲームの特徴の一つがダンジョンの探索である。探索には四人の騎士をピックアップして向かわせることになる。当然、探索中は他の行動が一切できず、出発・探索・帰還に3ヶ月（3ターン）かかる。探索するにはまず酒場を建てた上で、ターン開始時にダンジョンの噂話を聞く必要がある。ただし、一部のダンジョンは最初から探索できたり、光の元首を救出することで探索できるようになる。
探索のメリットは通常では手に入らない高級なアイテムを入手したり、騎士のレベルを上げたり、新たな仲間の獲得（大型モンスターを仲間にする、闇勢力ならば魔王の復活、光勢力なら元首の救出）などが挙げられる。特に光勢力では極めて強力なアイテムが手に入る上、ゲームオーバーまでの時間を延長させるためにも探索は必要不可欠である。
探索は一部屋ごとにコマンドを実行することになる。他の部屋に移動する際には部屋の中の罠を解除したり、部屋の中の宝箱を空けてアイテムや金銭を得たりすることになる。また、他の部屋に移動するとモンスターに遭遇することがあり、そのときには戦闘になる。通常の戦闘と異なる点としては兵士がいないため、体力しか表示されないことと、モンスターがスキルや魔法を使ってくることである。難易度の高いダンジョンほど（探索前の情報で探索を有利に進められる基準のレベルが表示される）モンスターの能力は高く、強力なスキルを使ってくる。
また、探索時には食料が必要となる。ただし、これは都市の食料を消費するのではない。あくまで探索時の行動ポイントのようなものと理解すると良い。つまり、何か行動するたびに食料は減少していき、食料がなくなると探索は失敗とされる。なお、この食料は宝箱から入手することができる。また、トラップによって減らされることもある。
元首の救出やアイテムの獲得などダンジョンごとの目的を達成すると「探索成功」として自動的に帰還することになるが、リーダーが倒されたり、探索に必要な食糧がなくなると強制的に撤退させられる。また、任意に撤退することもできる。目的を果たさずに任意または強制的な撤退するときには「探索失敗」とされ、モンスターの追撃を受けて騎士が「負傷」状態になり、数ヶ月行動不能になったり、最悪の場合は死亡することがある。
一度探索に成功したダンジョンにもう一度入るとき（ちなみに、このときはアイテムや元首のいた場所にたどり着くと探索成功とみなされる）には、探索場面を省略することもできる。これによって効率的に騎士を育成することもできるが、騎士の平均レベルが高くても失敗して退却させられることがあるので、過信は禁物である。

## あらすじ
舞台となるミラディア大陸では、かつて混沌の神ファウエーによって生み出された邪神デルニソスが種族間の争いを引き起こさせ、大陸を統一していたディナール帝国を崩壊させた。しかし、人間・エルフ・ドワーフは一致協力して、デルニソスと配下である4魔王を封印することに成功する。
しかし、その後も各種族間の対立はくすぶり続けていたが、光の国と敵対してきたグリムザク王国に「静かなる王」とよばれるダークエルフの王イル・ヴァンダが登場し、各国との和平政策を進め、大陸は平穏を取り戻しつつあった。一方、彼の治めるグリムザク王国では災害が続き、王や国民を悩ませていた。そうした中、突如現れた美貌の魔術師アルトゥーリアは強大な魔力により、旱魃などの天災を鎮めた。このことによって王と国民の信頼を得たアルトゥーリアだったが、彼女には邪神デルニソスを復活させるという野望があった。彼女は魔法によってイル・ヴァンダを洗脳して操り人形に変えると邪神復活へと動き始めた。（以上、シナリオ1までのストーリー）
邪神復活の鍵となるのは大陸各国の元首だった。彼らのもつ光の力を封印することが重要だったのだ。アルトゥーリアはイル・ヴァンダを皇帝につかせると、4魔王を復活させ、モンスターを召喚して各国に攻め込み、いくつかの国を滅亡に追い込んだ。滅亡しなかった国も元首が捕らえられ、国の命運は風前の灯となっていた。ところが、エルフの国であるノーラの首脳であった4賢者の協力によって1人の元首が救出された。彼（彼女）はアルトゥーリアの野望を阻止し、デルニソスを完全に封印するため、グリムザクへ戦いを挑む。（以上、シナリオ2までのストーリー）

## 種族と職業
各キャラクターのステータスの大枠は種族と職業によって左右される。ただし、能力の差は個人によって異なる。

### 種族
人間
光の種族。特に苦手なことも得意なことも無い平均的な能力をもつ。大陸各地に住む。
エルフ
光の種族。魔法に関する知識が高いため、魔力と魔法防御に優れる。森林に覆われた地域に住むことが多い。ドワーフとそりが合わず、ダークエルフとは敵対している。
ドワーフ
光の種族。腕力・防御力・体力に優れるが、魔法は苦手。山岳地帯を中心に住む。人間と共存していることも少なくない。
ハーフエルフ
光の種族。人間とエルフの中間。武器による戦いはやや苦手だが、大体においてバランスが取れている。ほとんどがハーフエルフの国であるシルティアン王国に住む。
ダークエルフ
闇の種族。ステータス的にはエルフと同じ。ほとんどがクリムザク帝国に住む。エルフとの相性は最悪で、同じ闇の種族であるレニダスとの相性が良い。
レニダス
闇の種族。全ての種族の中で最も力が強いが、防御力はドワーフに劣る。ほとんどがクリムザク帝国に住む。ドワーフとは敵対し、ダークエルフとの相性が良い。

### 職業
戦士系
攻撃力とHP、行動力に優れる。反面、特技や魔法を使うためのポイントであるSPが低く、魔法攻撃に弱い。武器は種族や性別によって異なる。人間の男なら剣、女なら槍、エルフ・ハーフエルフ・ダークエルフは弓、ドワーフとレニダスは斧を使う。戦闘ユニットを編成するときに率いる兵種は戦士。下級職は戦士のみだが、レベルアップしてクラスチェンジすると属性に応じた名前のつくナイトになる。ナイトになるとより強力な攻撃や魔法の使用もできる。
魔道士系
SPと魔法に関連する能力は高いが、行動力や攻防に関わるステータスは低い。武器は杖。率いる兵種は魔道士。下級職はメイジのみだが、クラスチェンジすると属性に応じた上級メイジとなり、属性魔法が使えるようになる。攻撃魔法を得意とする。
セージ
能力・武器・下級職は魔道士系と同じ。兵種は魔道士と僧侶の両方を率いることができる。一部のメイジがクラスチェンジしてなることができる。上級魔法は使えないが、魔道士と僧侶の両方の魔法を使える。
巫女系
能力は大体魔道士と同じだが、知力がやや高い。武器も同じ。兵種は魔道士と僧侶の両方を率いることができる。クラスチェンジすると各種の属性に応じた上級巫女となり、一風変わった属性魔法が使えるようになる。戦術・内政共に重要な職業。下級巫女は攻撃魔法と回復魔法を習得するが、上級巫女は属性によって習得する魔法の種類が大きく異なる。特に「火の巫女」は壊滅した部隊を再生させる魔法を習得できるので、邪神との最終決戦で非常に役立つ巫女となる。
僧侶系
魔法防御と知力に優れる。武器はメイス。兵種は僧侶を率いる。下級職はプリーストだが、上級プリーストにクラスチェンジすると、回復系だけでなく攻撃魔法や補助魔法も習得する。
盗賊系
すばやさと行動力に優れる。武器は弓・刀（ニンジャ）・短剣（アサシン）。戦場では盗賊を率いる。主に迷宮での探索に必要なスキルを習得するが、クラスチェンジすると攻撃系のスキルも得る。下級職はシーフで統一されているが、上級職はマスターシーフ・ニンジャ（光勢力のみ）・アサシン（闇勢力のみ）のいずれかになる。ダンジョン探索では、罠の解除、鍵の解除のために必要な職業である。また、攻城戦においては塀を乗り越えて行動できるため、強力な弓を装備させると非常に役立つ戦闘ユニットとなる。

## キーキャラクター
- 4魔王

魔王バルド(ダークナイト)
魔王アルガ(ダークナイト)
魔王グライヴァ(ダークビショップ)
魔王セラ(ソーサラー)
- 4賢者(4人揃えなくともゲームのクリアに支障はない)

メラマイトス（ウォーターメイジ）
シュペンフーダル（セージ）
グレンミュハル（ミストビショップ）
メアシュール（水の巫女）
- デルニソス

闇の神ファウエーが産み落とした邪神。上半身が蛇、下半身が蜘蛛という造型をしている。HPは3,000。邪神が放つパワーボムは、一撃で部隊を瀕死の状態にする。

## ディナール王国
元首は国王ハイムダル（シナリオ1）と国王トリムダル（シナリオ1のイベント後およびシナリオ2）。絶対君主制。かつては大陸全土を支配する国家だったが、邪神デルニソスを封印した封印戦争後は大陸東南部の一国家となった。気候が温暖で農作物の収穫が多い。敵に攻められにくいが、最初から探索できるダンジョンが少ない。騎士の構成はバランスが取れている。ゲーム初期段階ではシルティアン王国、ディルガド王国に次いで、闇の勢力の攻撃を受けやすい。

## 神聖国家マイザリオン
元首は大神官プリムデル。魔道士と僧侶の国家であり、大神官が元首となる。人々に畏怖されるナバール火山のふもとにある。そのため、火山の噴火の被害を受けることもある。騎士の構成は、巫女・僧侶・魔道士は多いものの、騎士団が壊滅しているため、戦士系騎士が騎士団長しかおらず、盗賊系騎士もいない。盗賊系騎士がいないと探索がほぼ不可能なため、早急に酒場を作って登用するか、敵捕虜を登用する必要がある。ほとんどの巫女が火の属性である。

## イルギ王国
元首は国王ウロール。ドワーフ族の国家だが、人間も少なくない。王制国家ではあるが絶対君主制ではなく、また世襲制でもない。国土の大半が山地であるため、守りは堅いが内政は困難。特に街道が通っていないため、施設建設短縮の恩恵が得られない。また、周囲に敵の都市が多いため神殿魔法の攻撃も受けやすい。騎士の構成にもやや偏りが多く、難易度は最も高い。この国家も盗賊系騎士がいない。

## ディルガド王国
元首は国王ザーコイル。代々、騎士団長が次の国王になるという慣習がある。温暖な気候だが、台風の被害を受けることもある。平野部かつ街道が都市を縦断しているため、内政は容易(街道沿いの平野は最も短いターンで施設の建築が可能)。4魔王が太守となっている都市からはやや遠いので、ある程度内政、探索に励むことが出来る。しかし、プレイヤー国として選ばない場合は、あっさりと陥落することが多い。騎士の国だけあって、戦士系が多く、魔法を使うものが少ない。また、イベントの関係からシナリオ2の初期段階では摂政がいない。「砂漠の国メトーペ」の風の巫女ニーンを助け出すと施設変換が容易となる(助け出した段階でレベル20であるため)。

## シルティアン王国
元首は女王エルティア（シナリオ1）と女王フリエスティア（シナリオ1のイベント後およびシナリオ2）。当初はエルフのみの国家だったが、開放政策によりエルフ・ハーフエルフ・人間が共存する国家となった。最も寒冷な気候にある都市のため、寒波に襲われやすい。騎士の構成はバランスが取れている上、優秀な巫女にも恵まれているが、隣接した都市の太守に魔王セラが配置され、かつ、三方を敵の都市に囲まれているため、序盤の守備は厳しいものがある。マイザリオンとの間の都市を攻略し、プリムデルを助け出すと軌道乗る。プレイヤー国として選ばない場合は、あっさり陥落することが多い。

## グリムザク帝国
元首は皇帝イル・ヴァンダだが、国家の全権は大神官のアルトゥーリアに委ねられている。主にダークエルフとレニダスが住む。かつては光の諸国と戦争を繰り広げていたが、イル・ヴァンダが国王に即位してからは和平政策によって安定していた。しかし、彼がアルトゥーリアの傀儡となってからは再び各国への侵略を開始するようになった。寒冷な気候のため、農作物はあまり育たない。序盤から多くの優秀な騎士がそろっている。

## アルヴァザール
元首は評議長モートラン。都市国家。大陸一の商業都市でもある。共和制国家のため、人事構成が他の国と若干異なる。気候には恵まれているが河川が多く、洪水の被害を受けることもある。シナリオ2の段階では滅亡しているため、この国でプレイすることはできない。

## メトーペ
元首は風の巫女ニーン。部族制国家。風の精霊を祭る神殿への巡礼者がオアシスに定住したことからこの国ができたため、風の神殿の巫女が元首となる。周囲は砂漠のため内政は困難な都市。シナリオ2の段階では滅亡しているため、この国でプレイすることはできない。

## ノーラ
元首は長老ヴィルシング。エルフおよび若干数のハーフエルフからなる。シルティアン王国の開放路線に反発した保守派たちがエルフの故郷であるノーラの森に建国した国家。政治体制は長老と彼を補佐する4賢者の合議制。森に囲まれているため、守りやすいが内政には不向きな都市。シナリオ2の段階では滅亡しているため、この国でプレイすることはできない。